# Portrait de Suzanne Valadon
Le Portrait de Suzanne Valadon – ou Madame Suzanne Valadon, artiste peintre – est un tableau réalisé par le peintre français Henri de Toulouse-Lautrec en 1885. De format vertical, cette huile sur toile est un portrait à mi-corps de Suzanne Valadon vêtue d'une robe violette et coiffée d'un chapeau assorti, devant de la végétation aux couleurs automnales. L'œuvre fait partie des collections du musée national des Beaux-Arts, à Buenos Aires, en Argentine.